# Ugo Rapalo
Ugo Ràpalo (Napoli, 25 febbraio 1914 – Napoli, 10 marzo 2003) è stato un direttore d'orchestra e compositore italiano.

## Biografia
Nato a Napoli da madre insegnante diplomata di pianoforte, mostrò sin dalla giovane età un talento musicale, tanto che,  essendo troppo giovane per essere ammesso al conservatorio, Francesco Cilea gli impartì i primi insegnamenti. Nel 1932 si diplomò in composizione e pianoforte presso il Conservatorio di San Pietro a Majella di Napoli coi maestri Giuseppe Barbieri e Gennaro Napoli.
Nel 1941 vinse il primo premio al Festival delle Novità di Bergamo con l'opera "L'amoroso furfante"  e nella prima metà degli anni '40 iniziò la carriera di direttore sostituto  al Teatro Carlo Felice di Genova ed al Teatro alla Scala. Nel 1944 divenne direttore stabile presso il Teatro di San Carlo di Napoli. Con l'orchestra ed il coro del teatro napoletano fece una serie di tournée all'estero, che lo portarono a:
- Royal Opera House di Covent Garden, Londra (1946)
- Landestheater di Salisburgo (1948-49)
- Festival lirico della prensa di Lisbona (1948)
- Giardini Reali di Valencia (1949)
- Liceu di Barcellona (1954)
- Grand Théâtre de Monte Carlo (1956)
- São Paulo e Rio de Janeiro (1969)

Nel 1974 fu anche direttore artistico dello stesso teatro. Ricoprì anche gli incarichi di direttore dell'Orchestra da Camera di Napoli e dell'Orchestra "Alessandro Scarlatti" di Napoli della RAI.
Dal 1964 al 1989 fu insegnante di lettura di partitura al Conservatorio di San Pietro a Majella di Napoli, avendo tra i suoi allievi Riccardo Muti.

## Composizioni e revisioni
1930 - "C'era una volta" racconto per orchestrina, edizioni Forlivesi e C. - Firenze 
1932 - "Stormo di Rondini" valzer lento, edizioni Musicali Florentia - Firenze 
1940 - "Cantilena invernale" versi di Virginia Attanasio Staffelli 
1940 - "I matrimoni per magia" sinfonia di Valentino Fioravanti, a cura di Ugo Rapalo 
1941 - "L'amoroso furfante" da un anonimo del XV secolo, libretto di Mattia Sassanelli, edizioni Curci - Milano
1960 - "La gazzetta" di Gioachino Rossini, revisione di Ugo Rapalo, edizioni RAI
1963 - "Raccolta delle sacrae cantiones" di Orlando di Lasso, a cura di Ugo Rapalo, edizioni Curci - Milano
1966 - "Sinfonia in RE maggiore per archi, flauto, oboe e corni" di Domenico Cimarosa, a cura di Ugo Rapalo, edizioni G. Zanibon - Padova
1971 - "Divertimento in RE maggiore" da "La notte critica" di Niccolò Piccinni, edizioni Curci - Milano
1987 - "Concerto in FA minore per violoncello e archi" di Leonardo Leo, revisione di Ugo Rapalo, edizioni Curci - Milano

## Discografia
- La bohème - Renata Tebaldi, Gianni Poggi - dal vivo Barcellona 1954
- Pagliacci - Gianni Poggi, Aureliana Beltrami, Aldo Protti - Philips 1958
- Cavalleria rusticana - Caterina Mancini, Gianni Poggi, Aldo Protti - Philips 1958
- Pagliacci - Gastone Limarilli, Clara Petrella, Piero Cappuccilli - dal vivo Napoli 1966